# اولیویا مولینا
اولیویا مولینا (اسپانیایی: Olivia Molina‎؛ زادهٔ ۲۵ سپتامبر ۱۹۸۰) بازیگر اهل اسپانیا است.
از فیلم‌ها یا مجموعه‌های تلویزیونی که وی در آن‌ها نقش داشته‌است، می‌توان به فیزیک یا شیمی، پس از کلاس و غذای مدیترانه‌ای (۲۰۰۹) اشاره نمود.